# تپه روته ون
تپه روته ون در شهرستان گیلانغرب، بخش مرکزی، دهستان چله، ۵۵۰ متری جنوب روستای روته ون واقع شده و این اثر در تاریخ ۲۷ اسفند ۱۳۸۶ با شمارهٔ ثبت ۲۲۳۸۹ به‌عنوان یکی از آثار ملی ایران به ثبت رسیده است.